# موری آلپر
موری آلپر (انگلیسی: Murray Alper; ۱۱ ژانویهٔ ۱۹۰۴ – ۱۶ نوامبر ۱۹۸۴) هنرپیشه اهل ایالات متحده آمریکا بود.

## برخی از آثار
- فریب‌خورده (فیلم ۱۹۶۴)
- خدمتکار نامرتب
- دهان‌گشاد
- به طور کامل (فیلم ۱۹۶۹)